# هیروتوشی یوکویاما
هیروتوشی یوکویاما (انگلیسی: Hirotoshi Yokoyama؛ زادهٔ ۹ مهٔ ۱۹۷۵) بازیکن فوتبال اهل ژاپن است.
از باشگاه‌هایی که در آن بازی کرده‌است می‌توان به باشگاه فوتبال جف یونایتد ایچیهارا چیبا و باشگاه فوتبال یوکوهاما اشاره کرد.